# See the Day
"See the Day" é o 11° single do grupo pop britânico Girls Aloud, e o terceiro do seu terceiro álbum de estúdio, Chemistry. O single foi lançado em 19 de dezembro de 2005 pela gravadora Polydor Records. A canção é uma regravação da versão original de Dee C. Lee, lançada em 1985.

## Lançamento e recepção
Em 2005, as Girls Aloud gravaram uma versão para a canção, que mais tarde foi lançada como single. Chegou ao 9° no UK Singles Chart, passando 6 semanas no Top 75 e 8 semanas no Top 50 da Irlanda. Em 16 de junho de 2006 as Girls Aloud ganharam o prêmio "Heart Award" por "See the Day", durante o "O2 Silver Clef Lunch", uma cerimônia anual de entrega de prêmios. Nicola Roberts e Kimberley Walsh, integrantes da banda, compareceram à cerimônia.
Lucy Benjamin apresentou uma versão de "See the Day" no programa "Celebrity X Factor", dando o crédito da músicas às Girls Aloud. Após a vitória de Lucy, o single voltou ao Top 200.
Cheryl Cole declarou em janeiro de 2008 que a canção que só foi lançado como single porque elas queriam lançar uma balada. Ela ainda disse: "Quem me dera não tivéssemos lançado See the Day. Odeio essa música, acho que não combina conosco, é muito à moda antiga".

## Videoclipe
O vídeo de "See The Day" foi dirigido pela dupla "Harvey & Carolyn", que já havia dirigido os clipes de Wake Me Up e Biology. Ele mostra as meninas dentro de um globo de vidro. Elas cantam sentadas na neve, à beira de uma pequena lagoa. No refrão, algumas palavras aparecem escritas pelas estrelas no céu.

## Faixas e formatos
Esses são os principais formatos e tracklists lançados do single de "See the Day".
| #                | Título                                       | Duração |
| ---------------- | -------------------------------------------- | ------- |
| UK CD1 (Polydor) |                                              |         |
| 1.               | "See the Day"                                | 4:04    |
| 2.               | "It's Magic"                                 | 3:52    |
| UK CD2 (Polydor) |                                              |         |
| 1.               | "See the Day"                                | 4:04    |
| 2.               | "I Don't Really Hate You"                    | 3:38    |
| 3.               | "See the Day" (Soundhouse Masterblaster Mix) | 5:02    |
| 4.               | "Chemistry Album Medley"                     | 3:08    |
| 5.               | "See the Day" (Video)                        | 3:29    |
| 6.               | "See the Day" (Karaoke Video)                | 3:29    |
| 7.               | "See the Day" (Game)                         |         |
| 8.               | "See the Day" (Ringtone Bonus)               |         |

### Versões
Essas são as versões oficiais e remixes realizados em suas respectivas tracklists:
| Versão                       | Onde foi lançado                                          |
| ---------------------------- | --------------------------------------------------------- |
| Album Version                | Chemistry, "See the Day" single, The Sound of Girls Aloud |
| Soundhouse Masterblaster Mix | "See the Day" single                                      |
| Video                        | "See the Day" single, The Greatest Hits Live (DVD)        |

## Desempenho nas paradas
See the Day não teve o mesmo bom desempenho dos singles anteriores das Girls Aloud, e conseguiu alcançar apenas o 9° lugar no UK Singles Chart, sendo a menor posição já alcançada pelo grupo, passando apenas 6 semanas no Top 75, e 15 semanas não consecutivas no Top 200. See the Day foi o 180° single mais vendido no Reino Unido em 2005.

### Posição nas Paradas
| Chart (2005)                             | Posição |
| ---------------------------------------- | ------- |
| Reino Unido - Download Chart             | 7       |
| Reino Unido - Singles Chart              | 9       |
| Irlanda                                  | 14      |
| Polónia                                  | 17      |
| Grécia                                   | 42      |
| Reino Unido Chart de final de ano (2005) | 180     |